# Kanál 7 (Thajsko)
Kanál 7 je thajský bezplatný televizní program, který zahájil vysílání dne 27. listopadu 1967. Jedná se o první barevné televizní vysílání v pevninské jihovýchodní Asii. Byl vlastněn královskou thajskou armádou při analogovém přenosu. Jeho sídlo se nachází v Mo Chit v Chatuchaku v Bangkoku.